# Apartaments Sol i Mar (Salou)
Apartaments Sol i Mar és un edifici d'apartaments d'estiu de lloguer del municipi de Salou (Tarragonès) inclòs en l'Inventari del Patrimoni Arquitectònic de Catalunya. Són els primers apartaments d'aquest estil edificats a Salou i potser a Catalunya.

## Descripció
Els apartaments "Sol i Mar" són els primers apartaments d'aquest estil edificats a Salou i potser a Catalunya. A part del seu interès històric també criden l'atenció a nivell arquitectònic per la forma estructural que presenten. L'edifici té planta baixa i tres pisos.
El conjunt de l'edifici podem dir que és modernista però s'aprofiten altres tipus de solucions que es podrien catalogar com a eclèctiques, sobretot els esgrafiats de gerros i decoració floral, de colors ocre i blanc, a la façana. Però, més que aquesta, és interessant la solució donada a l'entrada dels apartaments, on apareixen quatre escales, amb forma propera a una de cargol, que pugen als diferents pisos de la casa.
Aquestes escales, amb forma poligonal, tenen baranes de fusta molt artístiques i decoració de manises als esglaons.
Els sostres presenten embigats de fusta i les xemeneies són de ceràmica d'estil modernista. Moltes d'elles es repeteixen a les cases del Passeig Jaume I.
L'immoble ocupa una illa sencera que se situa just al costat de l'església.

## Història
És un dels primers edificis d'apartaments construïts a la costa catalana. Va ser iniciat l'any 1925, amb un projecte de l'arquitecte Domènec Sugrañes i Gras.
Es tracta, possiblement, del primer bloc d'apartaments d'estiu de lloguer de Catalunya. L'any 2001 es va salvar de l'enderroc gràcies a una campanya ciutadana. Tot i això, va ser completament reformat i molt mutilat i es va reinaugurar el 2006 per l'arquitecte tarragoní Xavier Climent. De l'original només en sobreviuen tres façanes amb els seus magnífics esgrafiats, dolçament noucentistes, contemporanis dels del mas del Llevat de Reus.
Concebut com a dos edificis, el Sol i Mar i el Mar i Sol, però han passat a la història com un de sol. Formava part d'un complex estival que incloïa el Sol i Mar Esports Club, projectat el 1922, que no es va realitzar.
La meitat de l'edifici mirant a l'est s'anomena Mar i Sol, mentre que la part de l'edifici que mira a l'oest, amb la façana al carrer Mestral, es diu Sol i Mar. Originàriament, no hi havia locals comercials. La planta baixa era destinada apartaments de lloguer i una tanca envoltava tot el perímetre de l'edifici.